# كلاتة حاجي رستمي (بابا امان)
کلاتة حاجي رستمي (بالفارسية: کلاته حاجی رستمی) هي قرية تقع في إيران في قسم بابا امان الريفي.